# Chionaspis acer
Chionaspis acer är en insektsart som först beskrevs av Sadao Takagi och Kawai 1966.  Chionaspis acer ingår i släktet Chionaspis och familjen pansarsköldlöss. Inga underarter finns listade i Catalogue of Life.